# Brunn-Minkowski-Ungleichung
Die Brunn-Minkowski-Ungleichung bzw. der Satz von Brunn und Minkowski, benannt nach den beiden Mathematikern Hermann Brunn und Hermann Minkowski, ist ein klassischer Lehrsatz auf dem mathematischen Teilgebiet der Konvexgeometrie. Die Ungleichung setzt das Lebesgue-Maß der Minkowski-Summe zweier kompakter Teilmengen des n-dimensionalen euklidischen Raums in Relation zum Lebesgue-Maß dieser beiden Teilmengen. Sie hat zahlreiche Anwendungen und zieht insbesondere die isoperimetrische Ungleichung nach sich.

## Darstellung der Ungleichung
Die Ungleichung besagt zusammengefasst Folgendes:
 (1) Bildet man im {\displaystyle \mathbb {R} ^{n}\;(n\in \mathbb {N} )} mit dem Lebesgue-Maß {\displaystyle \lambda _{n}} für zwei nichtleere kompakte Teilmengen {\displaystyle A,B\subseteq \mathbb {R} ^{n}} 
die Menge aller aus zwei Elementen von {\displaystyle A} bzw. {\displaystyle B} bildbaren Summen,
so gilt für die dadurch gegebene Minkowski-Summe
{\displaystyle A+B=\{a+b\;\colon \;a\in A\;,\;b\in B\}}
 die Ungleichung
{\displaystyle {\sqrt[{n}]{\lambda _{n}(A+B)}}\geq {\sqrt[{n}]{\lambda _{n}(A)}}+{\sqrt[{n}]{\lambda _{n}(B)}}}  .
 (2) Sind darüber hinaus {\displaystyle A} und {\displaystyle B} sogar konvexe Körper, 
so gilt für jede reelle Zahl {\displaystyle t}  mit {\displaystyle 0\leq t\leq 1} die Ungleichung
{\displaystyle {\sqrt[{n}]{\lambda _{n}(tA+(1-t)B)}}\geq t{\sqrt[{n}]{\lambda _{n}(A)}}+(1-t){\sqrt[{n}]{\lambda _{n}(B)}}}  .

## Erläuterungen und Anmerkungen
(a) Für zwei nichtleere kompakte Teilmengen {\displaystyle A,B\subseteq \mathbb {R} ^{n}} ist auch die Minkowski-Summe {\displaystyle A+B} stets eine kompakte Teilmenge des {\displaystyle \mathbb {R} ^{n}} und insbesondere Lebesgue-messbar.
(b) Für eine nichtleere kompakten Teilmenge {\displaystyle A\subseteq \mathbb {R} ^{n}} und eine beliebige reelle Zahl  {\displaystyle t}  ist die Menge {\displaystyle tA=\{ta\;\colon \;a\in A\}}  der mit {\displaystyle t} multiplizierten Elemente von {\displaystyle A} ebenfalls stets eine kompakte Teilmenge des {\displaystyle \mathbb {R} ^{n}} und insbesondere Lebesgue-messbar.
(c) Sieht man bei (1) von der Kompaktheit der beiden Teilmengen {\displaystyle A,B\subseteq \mathbb {R} ^{n}} ab und setzt lediglich voraus, dass beide Lebesgue-messbar sein mögen, so ist im Allgemeinen nicht einmal gewährleistet, dass ihre Minkowski-Summe {\displaystyle A+B} eine Lebesgue-messbare Teilmenge des {\displaystyle \mathbb {R} ^{n}} darstellt. Allerdings gilt, wenn man statt des Lebesgue-Maßes {\displaystyle \lambda _{n}} das äußere Lebesgue-Maß {\displaystyle {\lambda _{n}}^{*}} zugrunde legt, die obige Ungleichung (1) in entsprechender Weise. Es gilt sogar für beliebige nichtleere Teilmengen {\displaystyle A,B\subseteq \mathbb {R} ^{n}} immer die Ungleichung {\displaystyle {\sqrt[{n}]{{\lambda _{n}}^{*}(A+B)}}\geq {\sqrt[{n}]{{\lambda _{n}}^{*}(A)}}+{\sqrt[{n}]{{\lambda _{n}}^{*}(B)}}}  .